# Academie voor Uitvoerende Kunsten in Praag
De Academie voor Uitvoerende Kunsten in Praag (Tsjechisch: Akademie múzických umění v Praze, AMU) is een hogeronderwijsinstelling voor muziek en theater. De academie werd op 27 oktober 1945 opgericht op basis van decreet nr. 127 van president Beneš. De instelling heeft faculteiten voor theater (DAMU), film en televisie (FAMU) en muziek en dans (HAMU).

## Geschiedenis
Verschillende prominente kunstenaars, artiesten en schrijvers, onder wie Jindřich Honzl, Jiří Frejka, František Troster en anderen, waren de initiatiefnemers in de Tweede Wereldoorlog. Docenten van het oude conservatorium van Praag ijverden eveneens voor een transformatie van in een hogere opleiding op universitair niveau. In het wintersemester van 1946 ging de nieuwe opleiding van start.
Schrijvers, artiesten en andere filmproducenten met praktische ervaring in de filmindustrie, vooral Jaroslav Bouček, Karel Plicka, Otakar Vávra, Ivan Olbracht, Vítězslav Nezval, Antonín Brousil en anderen, werkten mee aan de ontwikkeling van leerplannen om nieuwe richtingen in te slaan in de naoorlogse filmkunst. Later werden de filmstudio en het theaterpodium, die beide tot de theaterfaculteit behoorden, toegevoegd. Het theaterpodium wordt ook gebruikt door de operastudio van de muziekfaculteit. Toen de televisie in opkomst kwam, werden de mogelijkheden van de film- en tv-school aangepast aan de eisen voor studies van tv-specialisten. De FAMU heeft sinds 1975 ook een afdeling fotografie, een van de oudste in Europa.

## Gebouwen
De academie heeft drie min of meer zelfstandige faculteiten, de Divadelní fakulta AMU (DAMU) voor theater, de Filmová a televizní fakulta AMU (FAMU) voor film en televisie, en de Hudební a taneční fakulta AMU (HAMU) voor muziek en dans.
- De DAMU is ondergebracht in het Kokořovský-paleis aan de Karlova-straat in Praag.
- De FAMU heeft meerdere gebouwen. Het hoofdgebouw is in het Lažanský-paleis in Praag en ook de geluidstudio's zijn in die stad gevestigd. De fotografie-, animatie- en multimedia-studio's zijn gevestigd in de Praagse wijk Beroun-Zavadilka. De Workshop-centers staan in Hluboká nad Vltavou.
- De HAMU is ondergebracht in het Liechtenstein-paleis aan de Malostranské náměstí en in het aansluitende Hartigovský-paleis. In het Liechtenstein-paleis bevindt zich ook de Martinůzaal, een concertzaal met 200 zitplaatsen. In de kelder bevindt zich het Theater Inspirace, een kleiner podium.